# Carlo Murena
Carlo Murena, född 16 juli 1713 i Collalto, död 7 maj 1764 i Rom, var en italiensk arkitekt under barockepoken. 
Murena är begravd i kyrkan San Giovanni dei Fiorentini.

## Verk i urval
- Cappella Guidi di Bagno, Santi Bonifacio e Alessio[1]
- Vänster tvärskepp, Sant'Antonio dei Portoghesi[2]
- Ombyggnad, Santi Michele e Magno[3]